# Liste der Kulturdenkmäler in Biebern
In der Liste der Kulturdenkmäler in Biebern sind alle Kulturdenkmäler der rheinland-pfälzischen Ortsgemeinde Biebern aufgeführt. Grundlage ist die Denkmalliste des Landes Rheinland-Pfalz (Stand: 27. Oktober 2023).

## Einzeldenkmäler
| Bezeichnung                                     | Lage                                             | Baujahr                           | Beschreibung                                                                                          | Bild                           |
| ----------------------------------------------- | ------------------------------------------------ | --------------------------------- | --- | ------------------------------ |
| Quereinhaus                                     | Am Heckenborn 5 Lage                             | 18. Jahrhundert                   | Quereinhaus, Fachwerk verputzt, im Kern aus dem 18. Jahrhundert, Umbau im 19. Jahrhundert             | BW                             |
| Hofanlage                                       | Heinzenbacher Straße, neben Nr. 1a Lage          | frühes 19. Jahrhundert            | Hakenhof; Fachwerkhaus, verputzt, frühes 19. Jahrhundert; bauliche Gesamtanlage                       | BW                             |
| Kriegerdenkmal                                  | Heinzenbacher Straße, Ecke Raiffeisenstraße Lage | erste Hälfte des 20. Jahrhunderts | Kriegerdenkmal, Pylon mit Soldat, erste Hälfte des 20. Jahrhunderts                                   | BW                             |
| Katholische Pfarrkirche St. Johannes der Täufer | Kirchstraße Lage                                 |                                   | spätgotischer Polygonalchor, Chorflankenturm mit barockem Helm, Portal 1770                           | weitere Bilder Fotos hochladen |
| Evangelische Kirche                             | Schulstraße Lage                                 | 1769                              | barocker Saalbau, bezeichnet 1769, Westturm 1896; bauliche Gesamtanlage mit Friedhof, 19. Jahrhundert | weitere Bilder Fotos hochladen |
| Grabmal                                         | Schulstraße, auf dem Friedhof Lage               | 1893                              | neugotisches Grabmal Schäfer, 1893                                                                    | BW                             |